# Monterosso Almo
Monterosso Almo – miejscowość i gmina we Włoszech, w regionie Sycylia, w prowincji Ragusa.
Według danych na rok 2004 gminę zamieszkiwały 3333 osoby, 59,5 os./km².